# Josef Dvorník
Josef Dvorník (* 23. duben 1978 Přílepy) je bývalý český fotbalový obránce.
S fotbalem začínal v domovském Hlinsku, poté přestoupil do Holešova, kde působil 10 let. Následovně odešel hrát do Zlína, kde se dočkal prvního ligového startu. Po roce si ho vyhlédl FC Baník Ostrava, kam přestoupil a kde působil devět sezon. V roce 2006 odešel ke svému prvnímu zahraničnímu angažmá, a to do slovenského MFK Ružomberok, kde odehrál 2 sezony a pak přestoupil do tureckého Manisasporu. V zimě 2008 se vrátil do vlasti, konkrétně do Brna, kde hrál do roku 2011. Poté působil ještě v SFC Opava.